# Ours dans les Alpes
 (mai 2017).
Si vous disposez d'ouvrages ou d'articles de référence ou si vous connaissez des sites web de qualité traitant du thème abordé ici, merci de compléter l'article en donnant les références utiles à sa vérifiabilité et en les liant à la section « Notes et références ».
L'ours indigène dans une grande partie de l'Europe fut abondamment chassé au cours du Moyen Âge. Il se retrouva peu à peu cantonné aux régions montagneuses telles que les Alpes, les Pyrénées, le Jura et les Vosges au XVIIIe siècle.

## France
La principale cause de disparition de l'ours des Alpes françaises a été la chasse. 
Durant le XIXe siècle, les armes à feu ont envahi les campagnes. Sur le plan législatif, en 1844, l'ours a été déclaré "nuisible" : "les ours pourront être détruits partout, en tous temps et par tous moyens et en tous lieux". Entre 1860 et 1904, des battues ont été organisées chaque année, en particulier dans le Vercors et dans les Bauges.
L'environnement de l'ours a été également transformé sur plusieurs fronts, ce qui a contribué à la fragmentation de petites populations (sans contact entre elles) qui ont été progressivement poussées à l'extinction :
- déforestation due à l'industrie papetière et à la mise en culture des terres en moyenne montagne,
- ouverture de nombreuses routes à l'explosif afin de permettre la circulation de l'artillerie ou le désenclavement de certaines régions isolées (dans le Vercors en 1825 par exemple),
- augmentation de la démographie humaine, en particulier dans les vallées profondes entre les massifs.
Ainsi, dès la fin du XIXe siècle, la partie française du massif alpin cumulait tous les facteurs propices à la disparition de l'ours, même si celle-ci n'est survenue que vers 1940 (estimations 300 ours en 1800, 70 en 1860, 20 en 1900, dernière observation en 1937).
En 1895, l'un des derniers ours des Alpes est tué près d'Orcières.
La dernière observation d'un ours dans les Alpes françaises se déroule en septembre 1937 sur la commune de Saint-Martin-en-Vercors.
À la fin du XXe siècle et au début du XXIe siècle, l'évolution de certains facteurs environnementaux et juridiques (déprise agricole et accroissement du taux de boisement en moyenne montagne, classement de l'ours parmi les espèces protégées) ainsi que l'augmentation de la population d'ours présente dans les Alpes italiennes, laquelle étend son aire de répartitions en amorçant une recolonisation de la Suisse, rend envisageable une réapparition spontanée de l'ours dans les Alpes françaises avant le milieu du XXIe siècle.

## Italie
Les ours ont toujours été présent dans le massif de Brenta dans la province du Trentin, mais leur population n'a fait que chuter à cause du braconnage. Seuls trois ours autochtones y subsistaient encore dans les années 1990. Grâce au projet de réintroduction Projetto Life Ursus lancé en 1996 et financé par l'Union européenne, sept femelles et trois mâles capturés en Slovénie sont relâchés entre 1999 et 2002 dans cette partie des Alpes italiennes. Depuis la population a fortement augmenté dans le parc naturel Adamello Brenta, atteignant une centaine d'individus selon l'estimation de 2020.

## Slovénie
Après avoir atteint un effectif critique de 30 à 40 individus, avant la Première Guerre mondiale, la population d'ours de Slovénie a augmenté peu à peu. C'est à partir de 1931 que la Slovénie a mis en place un programme de protection de l'espèce. À la fin des années 1950, le nombre d'ours est estimé à 160 sur le territoire Slovène. En 2006, la population est estimée entre 300 et 400 individus. L'estimation passe à 1200 ours en 2020. 

## Suisse
En 2005, un ours provenant du Trentin en Italie a été aperçu en Suisse dans le canton des Grisons. Ce fut le premier ours brun observé en Suisse depuis 1923.  L'Ours JJ3 fut abattu en 2007 car devenant trop menaçant ainsi que l'Ours M13 en 2013 pour les mêmes raisons. 
Il n'est pas possible d'établir avec certitude le nombre d'ours vivant sur le territoire suisse, toutefois, en 2016, trois ours avaient été recensés : deux vivants dans les Grisons en Engadine et un dans les Alpes uranaises. Le 29 mai 2017, un jeune ours a été observé pour la première fois en 190 ans dans les Alpes bernoises.
Dans le canton du Valais le dernier ours est tué en 1865 . Le dernier ours suisse sauvage est tué en 1904 aux Grisons.